# The Quest of the Sacred Jewel
The Quest of the Sacred Jewel è un film muto del 1914 diretto da George Fitzmaurice. È conosciuto anche con il titolo The Quest of the Sacred Gem. Benché non citi alcuna fonte letteraria, il film si basa su La Pietra di Luna, romanzo di Wilkie Collins pubblicato a Londra nel 1868.

## Trama
In India, David Harding ruba un magnifico diamante che si trova sulla fronte della statua di una divinità ma viene però visto da alcuni sacerdoti del tempio che si mettono sulle tracce del ladro. Harding, ritornato negli Stati Uniti, viene ucciso a New York, ma i sacerdoti non trovano il gioiello che va, invece, in eredità alla nipote di Harding, May. La ragazza annuncia il suo fidanzamento con Joe Marsden.
Durante il ricevimento, Joe viene ipnotizzato da uno dei sacerdoti indù che lo induce a rubare la pietra. May assiste esterrefatta al furto: non vuole denunciare il fidanzato, però rompe con lui senza dare alcuna spiegazione. Il caso sarà risolto dall'intervento di un famoso investigatore che metterà le cose a posto: il gioiello tornerà in India, dove era stato rubato; Joe, scagionato dall'infamante accusa, potrà finalmente riunirsi alla fidanzata.

## Produzione
Il film fu prodotto dalla Pathé Frères.

## Distribuzione
Il copyright del film, richiesto dalla Pathé Frères, fu registrato il 21 ottobre 1914 con il numero LU3569.
Distribuito dalla Eclectic Film Company, il film - della durata di quaranta minuti - uscì nelle sale cinematografiche statunitensi nel novembre 1914.
Copia completa della pellicola si trova conservata negli archivi della Cinémathèque française di Parigi.